# 美郷町 (宮崎県)
美郷町（みさとちょう）は、宮崎県の北部にある町。東臼杵郡に属しており、2006年（平成18年）に南郷村、西郷村、北郷村が合併して誕生した。九州山地の中にある自然豊かな町である。

## 地理
急峻な九州山地に覆われ、そこを源とする大小さまざまな河川がある。約90％を山林が占めている。
- 山 - 丸笹山、速日峰、清水岳
- 河川 - 小丸川、耳川、五十鈴川

※地籍調査の進捗率は76%。（平成21年度末時点）

### 気候
ケッペンの気候区分においては温暖湿潤気候（Cfa）に該当するが、1981年〜2010年の平年値では温帯夏雨気候（Cwa）となっていた。
降水量の多い宮崎県内でも特に多雨な地域の一つで、年降水量は毎年2,500 - 3,500mm前後で推移しており、多い年は年降水量が4,000mmを越える事もある。
- 気温 - 最高39.2℃（2020年（令和2年）8月18日、最低-11.1℃（1981年（昭和56年）2月27日）
- 最大日降水量 - 694.5ミリ（2022年（令和4年）9月18日）
- 最大瞬間風速 - 24.6メートル（2022年（令和4年）9月18日）
- 夏日最多日数 - 166日（2024年（令和6年））
- 真夏日最多日数 - 88日（2024年（令和6年））
- 猛暑日最多日数 - 42日（2024年（令和6年））
- 熱帯夜最多日数 - 1日（2023年（令和5年）、2005年（平成17年）、1991年（平成3年））
- 冬日最多日数 - 97日（1995年（平成7年））

| 神門（旧南郷村）（1991年 - 2020年）の気候 | 神門（旧南郷村）（1991年 - 2020年）の気候 | 神門（旧南郷村）（1991年 - 2020年）の気候 | 神門（旧南郷村）（1991年 - 2020年）の気候 | 神門（旧南郷村）（1991年 - 2020年）の気候 | 神門（旧南郷村）（1991年 - 2020年）の気候 | 神門（旧南郷村）（1991年 - 2020年）の気候 | 神門（旧南郷村）（1991年 - 2020年）の気候 | 神門（旧南郷村）（1991年 - 2020年）の気候 | 神門（旧南郷村）（1991年 - 2020年）の気候 | 神門（旧南郷村）（1991年 - 2020年）の気候 | 神門（旧南郷村）（1991年 - 2020年）の気候 | 神門（旧南郷村）（1991年 - 2020年）の気候 | 神門（旧南郷村）（1991年 - 2020年）の気候 |
| 月                                        | 1月                                       | 2月                                       | 3月                                       | 4月                                       | 5月                                       | 6月                                       | 7月                                       | 8月                                       | 9月                                       | 10月                                      | 11月                                      | 12月                                      | 年                                        |
| ----------------------------------------- | ----------------------------------------- | ----------------------------------------- | ----------------------------------------- | ----------------------------------------- | ----------------------------------------- | ----------------------------------------- | ----------------------------------------- | ----------------------------------------- | ----------------------------------------- | ----------------------------------------- | ----------------------------------------- | ----------------------------------------- | ----------------------------------------- |
| 最高気温記録 °C （°F）                    | 23.1 (73.6)                               | 23.9 (75)                                 | 28.2 (82.8)                               | 31.9 (89.4)                               | 34.7 (94.5)                               | 35.0 (95)                                 | 38.3 (100.9)                              | 39.2 (102.6)                              | 35.4 (95.7)                               | 33.1 (91.6)                               | 28.2 (82.8)                               | 23.7 (74.7)                               | 39.2 (102.6)                              |
| 平均最高気温 °C （°F）                    | 11.8 (53.2)                               | 13.3 (55.9)                               | 16.5 (61.7)                               | 21.4 (70.5)                               | 25.1 (77.2)                               | 26.7 (80.1)                               | 31.2 (88.2)                               | 31.6 (88.9)                               | 28.4 (83.1)                               | 24.1 (75.4)                               | 18.9 (66)                                 | 13.7 (56.7)                               | 21.9 (71.4)                               |
| 日平均気温 °C （°F）                      | 3.9 (39)                                  | 5.6 (42.1)                                | 9.2 (48.6)                                | 13.9 (57)                                 | 18.1 (64.6)                               | 21.3 (70.3)                               | 25.2 (77.4)                               | 25.5 (77.9)                               | 22.4 (72.3)                               | 17.0 (62.6)                               | 11.2 (52.2)                               | 5.7 (42.3)                                | 14.9 (58.8)                               |
| 平均最低気温 °C （°F）                    | −2.0 (28.4)                               | −0.6 (30.9)                               | 2.8 (37)                                  | 7.2 (45)                                  | 12.1 (53.8)                               | 17.3 (63.1)                               | 21.0 (69.8)                               | 21.4 (70.5)                               | 18.3 (64.9)                               | 11.9 (53.4)                               | 5.7 (42.3)                                | 0.0 (32)                                  | 9.6 (49.3)                                |
| 最低気温記録 °C （°F）                    | −10.7 (12.7)                              | −11.1 (12)                                | −8.1 (17.4)                               | −3.6 (25.5)                               | 1.4 (34.5)                                | 7.5 (45.5)                                | 11.9 (53.4)                               | 13.0 (55.4)                               | 6.3 (43.3)                                | −1.0 (30.2)                               | −4.4 (24.1)                               | −9.5 (14.9)                               | −11.1 (12)                                |
| 降水量 mm （inch）                        | 70.9 (2.791)                              | 104.1 (4.098)                             | 166.3 (6.547)                             | 185.9 (7.319)                             | 237.9 (9.366)                             | 519.7 (20.461)                            | 479.5 (18.878)                            | 548.2 (21.583)                            | 534.2 (21.031)                            | 217.1 (8.547)                             | 91.1 (3.587)                              | 74.1 (2.917)                              | 3,229 (127.126)                           |
| 平均降水日数 （≥1.0 mm）                  | 6.2                                       | 7.8                                       | 11.0                                      | 10.6                                      | 11.0                                      | 16.9                                      | 14.2                                      | 13.7                                      | 13.5                                      | 8.6                                       | 7.4                                       | 6.2                                       | 127.1                                     |
| 平均月間日照時間                          | 180.2                                     | 164.6                                     | 182.6                                     | 187.3                                     | 181.4                                     | 110.9                                     | 160.6                                     | 166.1                                     | 135.8                                     | 163.0                                     | 158.5                                     | 172.3                                     | 1,963.4                                   |
| 出典1：Japan Meteorological Agency        |                                           |                                           |                                           |                                           |                                           |                                           |                                           |                                           |                                           |                                           |                                           |                                           |                                           |
| 出典2：気象庁                             |                                           |                                           |                                           |                                           |                                           |                                           |                                           |                                           |                                           |                                           |                                           |                                           |                                           |

### 地名
美郷町の発足時から2014年3月まで前身の旧3村ごとに地域自治区「南郷区」「西郷区」「北郷区」が設置されていた。地域自治区の設置期間は当初合併後4年間（2009年まで）としていたが、検討の結果、4年間延長された。
住所については2006年の美郷町発足から2014年3月までは「合併前の住所から大字表記を省略し、地域自治区名を冠する」扱いとし、地域自治区が廃止される2014年4月以降は、旧村名「北郷」「西郷」「南郷」を大字に冠している（見かけ上は2014年3月までの住所から「区」を削除する形となる）。
- 例:西郷村大字田代1番地→美郷町西郷区田代1番地（2006年1月1日 - 2014年3月）→美郷町西郷田代1番地（2014年4月以降）

南郷
- 上渡川
- 鬼神野
- 中渡川
- 神門
- 水清谷
- 山三ヶ(1948年西郷村より編入)

西郷
- 小原
- 田代
- 立石
- 山三ヶ

北郷
- 宇納間
- 黒木
- 入下

## 歴史
- 1889年5月1日 - 町村制施行により東臼杵郡南郷村・西郷村・北郷村がそれぞれ発足。
- 1955年 - 当時の西郷村役場（後の美郷町役場本庁舎）が完成[7]。
- 2006年1月1日 - 南郷村・西郷村・北郷村が合併し美郷町誕生。町役場は旧西郷村役場（美郷町西郷田代1番地）を本所とし、旧南郷村役場・北郷村役場はそれぞれ支所となった。同時に旧村ごとに地域自治区「南郷区」「西郷区」「北郷区」を設置。
- 2014年3月 - 町役場本庁舎の老朽化のため、庁舎機能を旧西郷村役場から西郷ニューホープセンター（美郷町西郷田代1870番地）に移転[7]。
- 2014年4月1日 - 地域自治区「南郷区」「西郷区」「北郷区」の設置期間が終了。これに伴い、従来の住所表記から「区」が削除される。
- 2016年1月 - 町制10周年を記念し「美郷町歌 〜輝いて〜」およびイメージソング「美郷・夢郷」を選定。
- 2017年5月 - 町役場新庁舎が旧西郷村役場敷地（美郷町西郷田代1番地）に完成、同月29日から業務開始。これに伴い西郷ニューホープセンターは中央公民館の機能に戻る[7]。

## 町政
2002年5月1日南郷村・西郷村・北郷村・諸塚村・椎葉村で東臼杵南部任意合併協議会を設置したが、協議終了後椎葉村が自立を決めたため2003年12月25日椎葉村を除く4村で東臼杵南部合併協議会を設置。諸塚村が住民説明会の結果により協議会を離脱後も3村で引き続き協議を行い、2005年2月22日合併協定調印、同じ25日に合併関連議案を3村が可決した。
現在（第3代）の町長は尾畑英幸。第2代町長は菊田彦市。初代町長・林田敦は西郷村時代から通算11期、42年間首長を務めた。

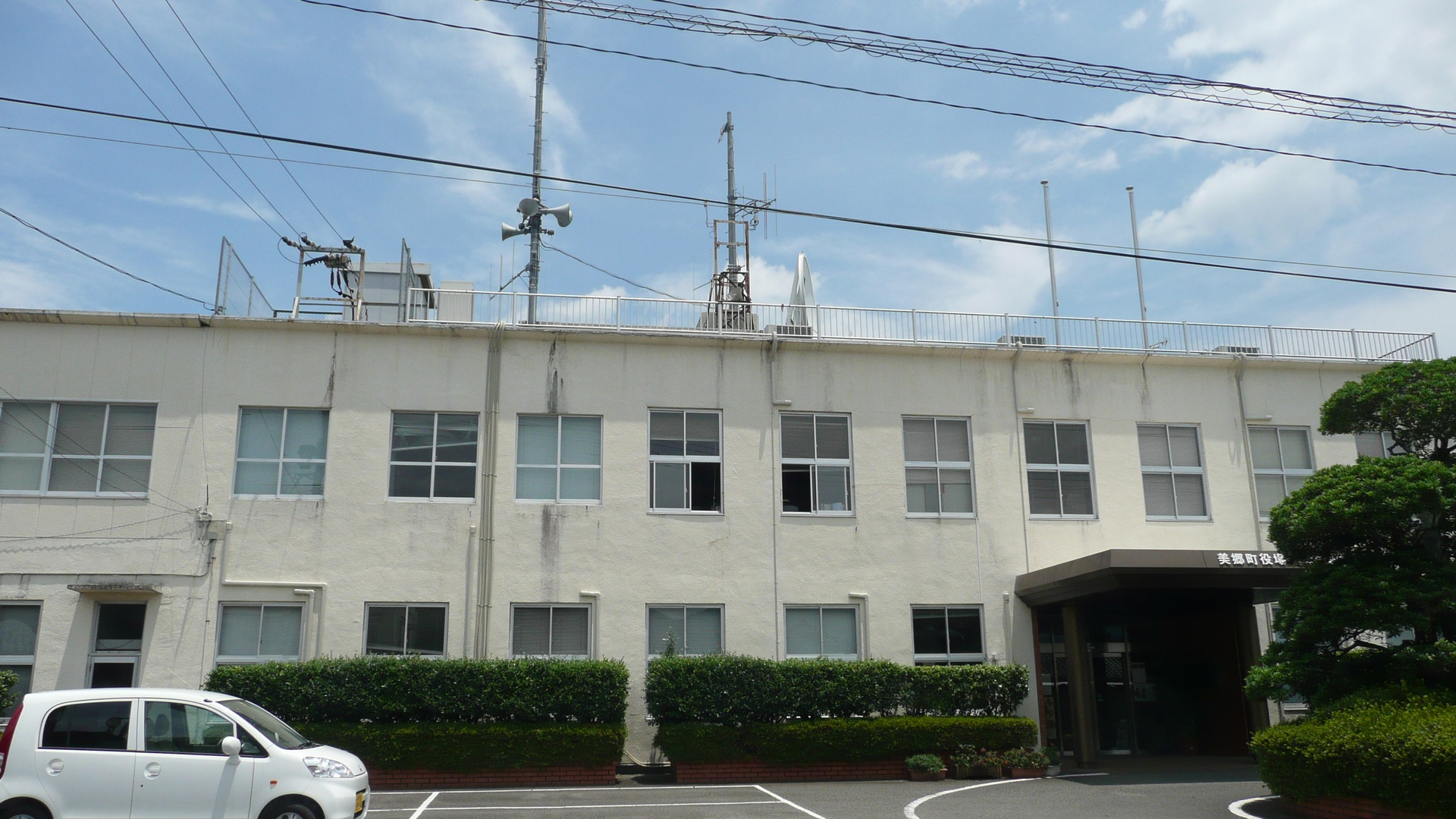
初代・町役場（旧西郷村役場、2010年代まで使用）
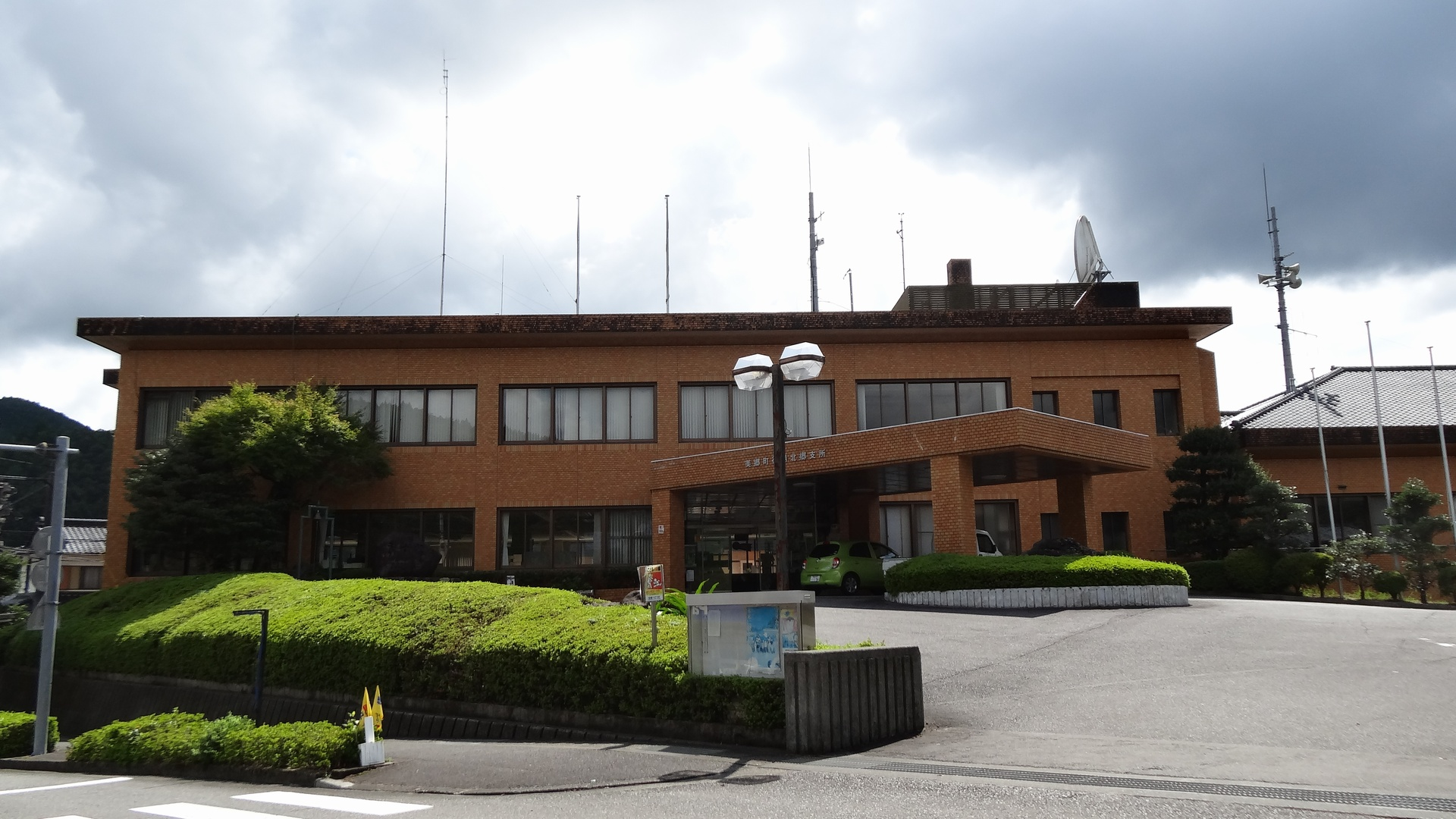
北郷支所（旧北郷村役場）
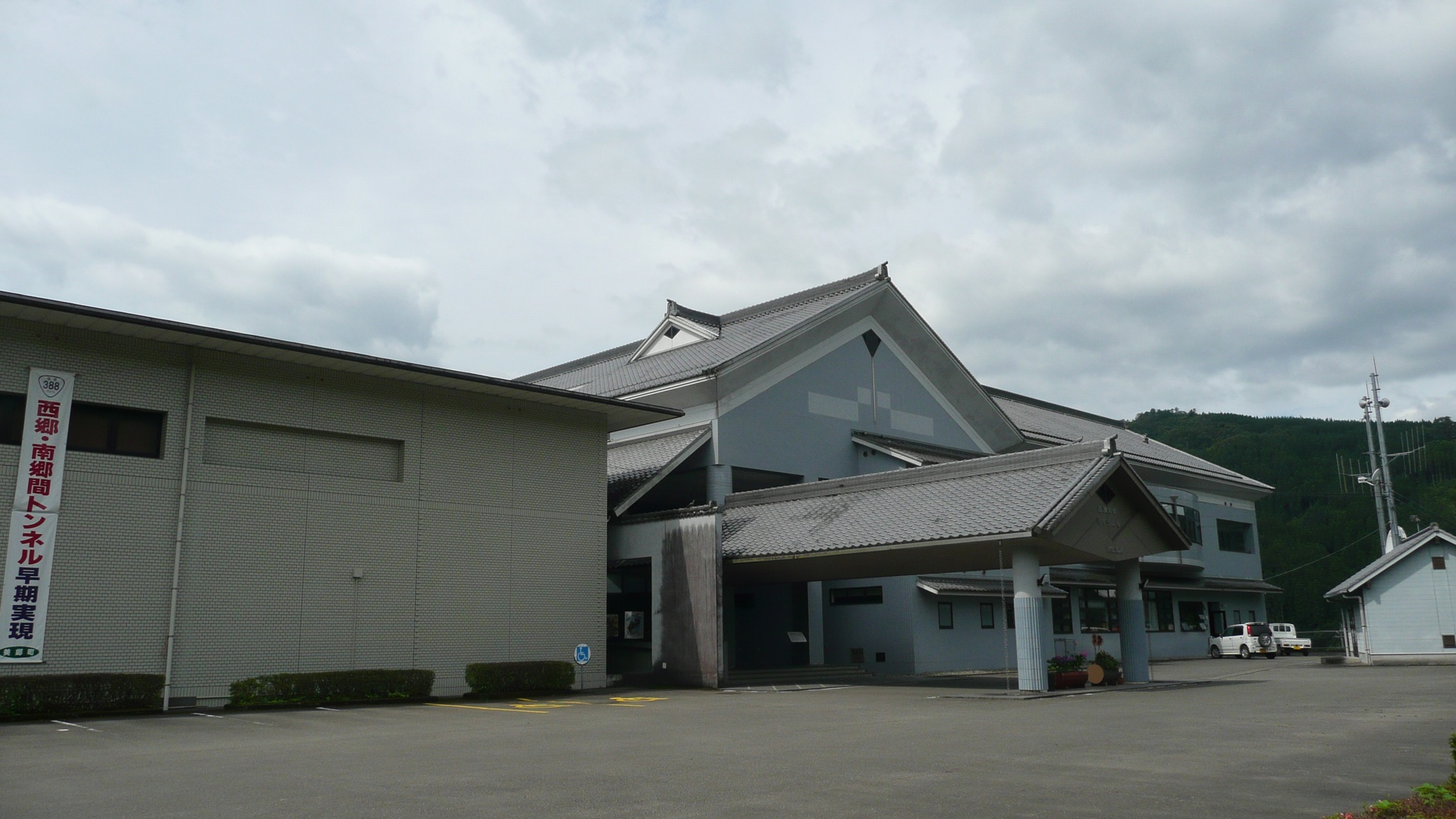
南郷支所（旧南郷村役場）

消防・救急
常備消防非設置自治体であり火災時は消防団が活動する。救急に関しては役場救急が行われていたが、救命救急業務を、同町に本社を置く日本救急システムに事務委託して、役場の救急車に救急救命士二人が同乗するシステムになっている。救急救命業務の民間委託は全国初であり、2017年に「地方自治法施行70周年記念 総務大臣表彰」を受けている。また、同社の事業を視察した徳島県勝浦町も同社に委託している。

## 国政・県政

### 国政
衆議院小選挙区選挙では宮崎2区（延岡・日向・西都・児湯郡・西臼杵郡・東臼杵郡）に属する。近年選出の議員は以下のとおり。
- 2017年10月（第48回衆議院議員総選挙）
  - 江藤拓（自民）

### 宮崎県議会
本町と諸塚村、椎葉村、門川町で選挙区をなす。定数は1人。近年選出の宮崎県議会議員は以下のとおり。
- 2019年4月
  - 安田厚生

## 産業
農林業が中心。平地が少ないため果樹栽培が盛んである。各地域の農産物に特徴があり、南郷地域では梅、西郷地域では栗や金柑、北郷地域では椎茸が特産品となっている。このほかブロイラー、肉牛、米、茶など。

## 姉妹都市・提携都市
- 豊見城市（沖縄県）
  - 旧北郷村として1988年7月姉妹都市提携[10]
- 扶餘邑（大韓民国忠清南道扶餘郡）
  - 2009年11月14日姉妹都市提携（旧南郷村としては1991年9月に提携）

## 地域

### 健康
- 平均年齢（2000年国勢調査） - 51.4歳

### 人口
| |                                        |  |
| 美郷町と全国の年齢別人口分布（2005年） | 美郷町の年齢・男女別人口分布（2005年） |  |
| ■紫色 ― 美郷町 ■緑色 ― 日本全国 | ■青色 ― 男性 ■赤色 ― 女性              |  |
| 美郷町（に相当する地域）の人口の推移 \| 1970年（昭和45年） \| 13,219人 \| \| \| 1975年（昭和50年） \| 11,436人 \| \| \| 1980年（昭和55年） \| 10,709人 \| \| \| 1985年（昭和60年） \| 9,855人 \| \| \| 1990年（平成2年） \| 8,984人 \| \| \| 1995年（平成7年） \| 8,251人 \| \| \| 2000年（平成12年） \| 7,509人 \| \| \| 2005年（平成17年） \| 6,874人 \| \| \| 2010年（平成22年） \| 6,248人 \| \| \| 2015年（平成27年） \| 5,480人 \| \| \| 2020年（令和2年） \| 4,826人 \| \| |                                        |  |
| 総務省統計局 国勢調査より |                                        |  |
| 1970年（昭和45年） | 13,219人                               |  |
| 1975年（昭和50年） | 11,436人                               |  |
| 1980年（昭和55年） | 10,709人                               |  |
| 1985年（昭和60年） | 9,855人                                |  |
| 1990年（平成2年） | 8,984人                                |  |
| 1995年（平成7年） | 8,251人                                |  |
| 2000年（平成12年） | 7,509人                                |  |
| 2005年（平成17年） | 6,874人                                |  |
| 2010年（平成22年） | 6,248人                                |  |
| 2015年（平成27年） | 5,480人                                |  |
| 2020年（令和2年） | 4,826人                                |  |

### 教育
旧北郷区、旧南郷区では幼小中一貫教育を実施しており、愛称はそれぞれ美郷北学園、美郷南学園。
幼稚園
- 美郷町立北郷幼稚園
- 美郷町立南郷幼稚園

小学校
- 美郷町立南郷小学校

中学校
- 美郷町立南郷中学校

義務教育学校
- 美郷町立美郷北義務教育学校
- 美郷町立西郷義務教育学校

## メディア・通信

### ケーブルテレビ
- 美郷町ケーブルテレビジョン
  - 美郷町による公営のケーブルテレビ局。愛称は「きららびじょん」。
  - 地デジの難視聴地域対策として県内テレビ4ch（NHK宮崎総合・Eテレ、UMKテレビ宮崎、MRT宮崎放送）と自主放送チャンネル、およびBSデジタル放送の提供を行っている
  - 株式会社ケーブルメディアワイワイがオプションとして多チャンネル放送、およびインターネット（光回線）サービスの提供を行う。
  - 多チャンネル放送では区域外再放送を実施しているため、KKT熊本県民テレビ・KAB熊本朝日放送の視聴が可能である。

## 交通

### 鉄道
町内に鉄道路線はない。最寄り駅は、JR九州日豊本線日向市駅。

### バス路線
- 宮崎交通 - 周辺市町村との間の路線を運行する。
  - 日向市 - 門川町 - 美郷町宇納間（旧北郷村）
  - 日向市 - 美郷町役場（旧西郷村） - 諸塚村 - 椎葉村
  - 日向市 - 美郷町神門（旧南郷村）
- 北郷・西郷ふくしコミュニティバス

### 道路
町内に高速道路はない。最寄りインターは東九州自動車道日向IC。

#### 一般国道
- 国道327号 - 耳川に沿う路線。西郷を東西に貫く。国道503号も重複する。
- 国道388号 - 北郷・西郷・南郷を南北に結ぶ。西郷-南郷間は未改良。
- 国道446号 - 南郷と日向市東郷町を結ぶ。

#### 県道
主要地方道
- 宮崎県道20号北方北郷線
- 宮崎県道39号西都南郷線

一般県道
- 宮崎県道210号宇納間日之影線
- 宮崎県道234号中渡川下三ヶ線

## 名所・旧跡・観光スポット・祭事・催事

### 名所・旧跡・観光スポット
- 百済の里
  - 百済の館(西の正倉院)
  - 神門神社
- 石峠レイクランド
  - 西郷温泉
- 南郷温泉山霧
- おせりの滝
- 六峰街道
- 宇納間地蔵尊
- 中小屋天文台

### 祭事・催事
- 宇納間地蔵尊大祭（旧暦1月24日）
- 全日本ラリー選手権『ひむかラリー』（毎年5月から6月頃）
- 御田祭（7月第1日曜日）

## 著名な出身者
- 小野葉桜 - 歌人（西郷出身）
- 廣島日出国 - 元マラソン選手、元宮崎沖電気陸上競技部監督（北郷出身）
- 織田淳哉 - 元プロ野球読売巨人軍選手（西郷出身）
- 西の富士勝治 - 元大相撲力士(南郷出身）
- 夏田 - 田んぼアート(相葉雅紀の人生クイズ　2023/4/26出演)
- 片島港 - 労働運動家、衆議院議員（北郷出身）